# Veelaan

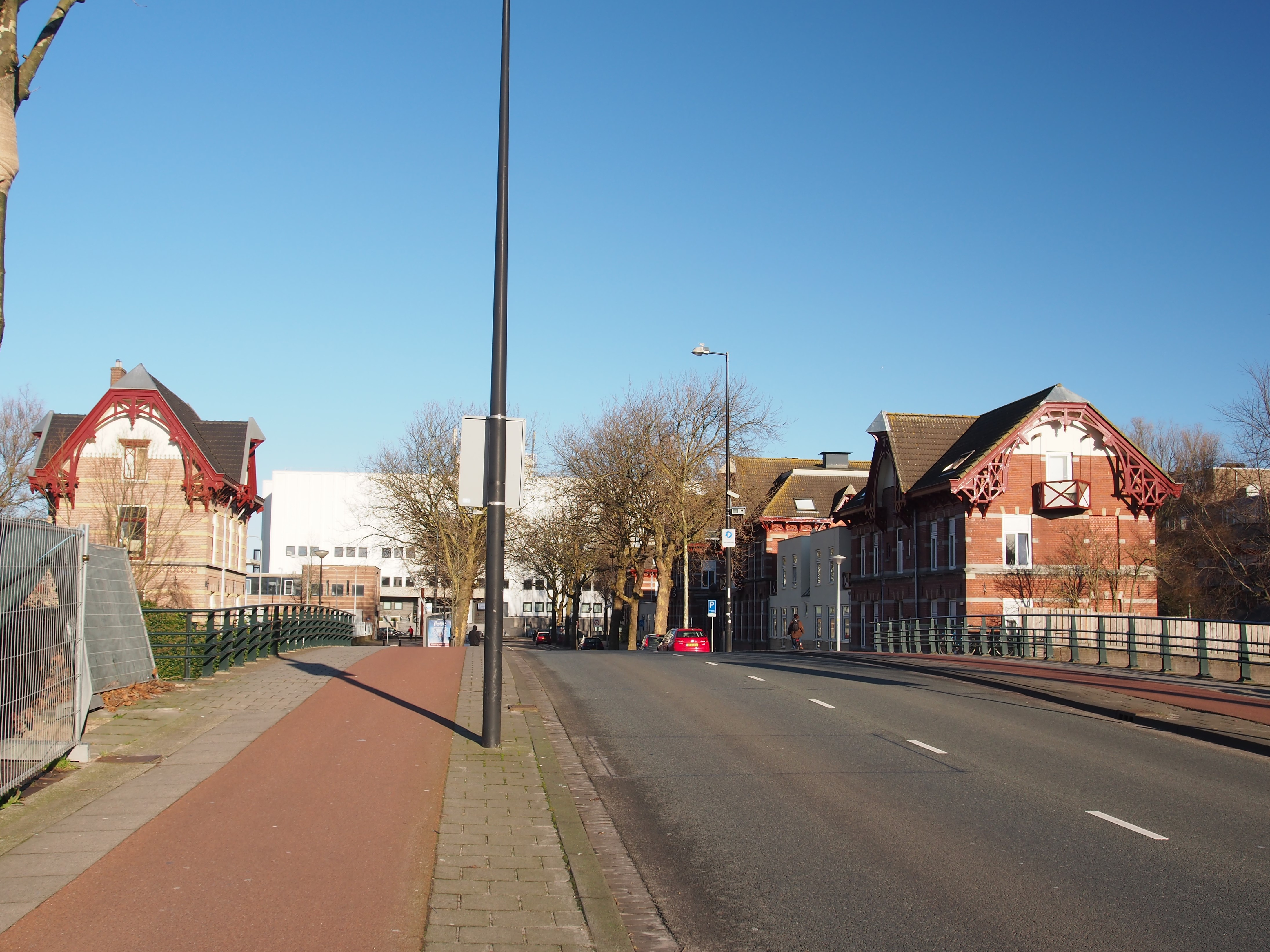
Veelaan met de Slachthuisbrug

De Veelaan is een straat in het voormalige Oostelijk Havengebied van Amsterdam. De laan is sinds de herontwikkeling van het gebied een belangrijke verkeersader geworden die de oude Indische Buurt met de schiereilanden van het Oostelijk Havengebied verbindt. 

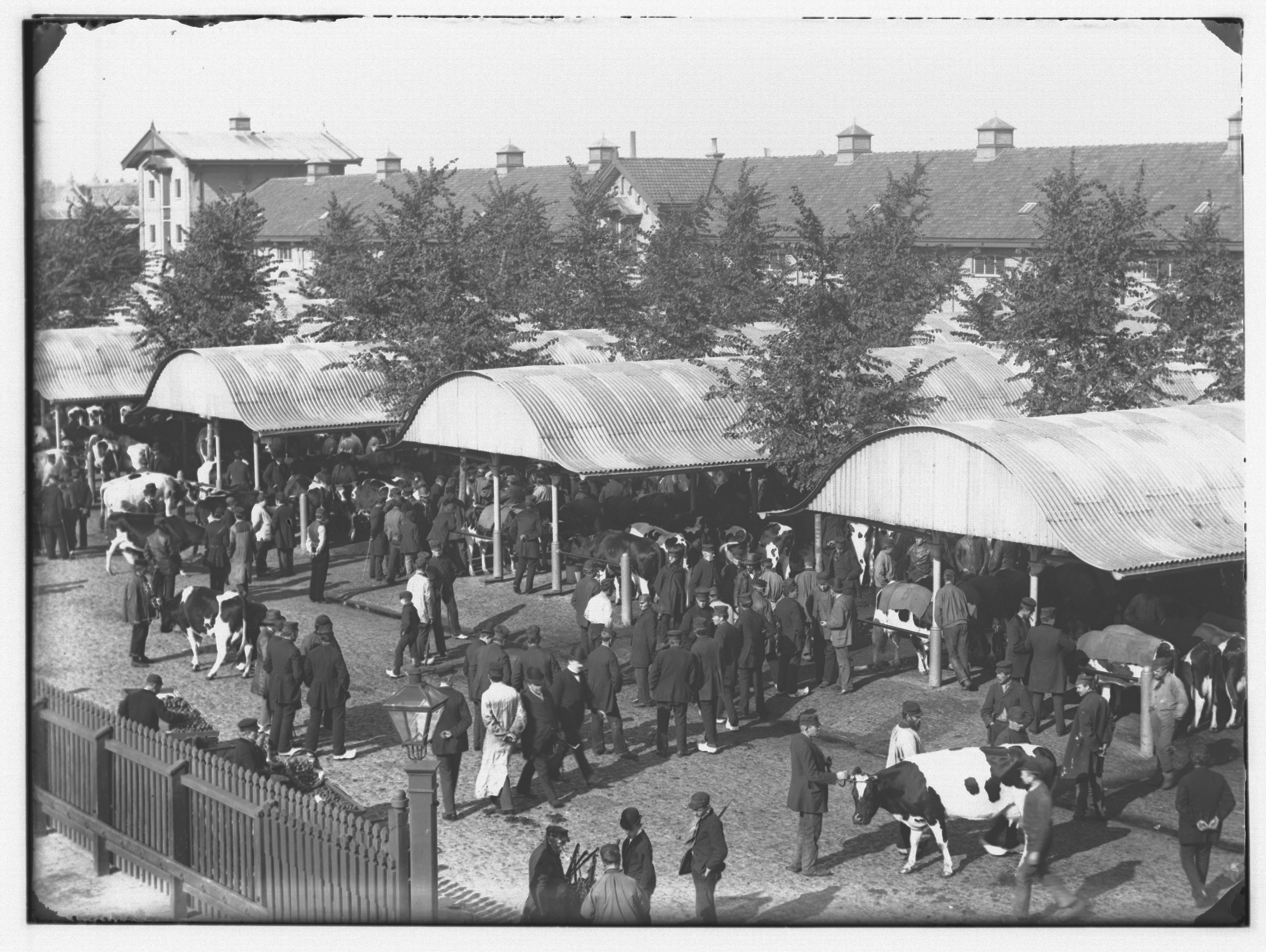
De veemarkt in 1890

De laan heeft zijn naam te danken aan de hier vroeger aanwezige veemarkt en stadsabattoirs. Enkele gebouwen hiervan staan nog overeind. 

## Openbaar vervoer
Vanaf 1901 tot 1922 reed tram 6 (de tweede elektrische tramlijn van Amsterdam) door de straat en in 1924 en 1925 tram 12. Dit werd als eerste elektrische traject in Amsterdam opgeheven in 1925. In 2023 rijden bus 22 en 65 door de straat.